# Comuna Ocnița, Ocnița
Comuna Ocnița este o comună din raionul Ocnița, Republica Moldova. Este formată din satele Ocnița (sat-reședință) și Maiovca.

## Demografie
Conform datelor recensământului din 2014, comuna are o populație de 3.133 de locuitori. La recensământul din 2004 erau 3.282 de locuitori.

## Administrație și politică
Componența Consiliului local Ocnița (13 consilieri), ales la 5 noiembrie 2023, este următoarea:
|  | Partid                                       | Consilieri | Componență | Componență | Componență | Componență | Componență | Componență | Componență | Componență |
|  | -------------------------------------------- | ---------- | ---------- | ---------- | ---------- | ---------- | ---------- | ---------- | ---------- | ---------- |
|  | Partidul Acțiune și Solidaritate             | 8          |            |            |            |            |            |            |            |            |
|  | Partidul Socialiștilor din Republica Moldova | 3          |            |            |            |            |            |            |            |            |
|  | Partidul Comuniștilor din Republica Moldova  | 2          |            |            |            |            |            |            |            |            |